# Détective Conan : La Balle écarlate
Série
Détective Conan : Le Poing de saphir bleu
(2019) Détective Conan : La Fiancée de Shibuya
(2022)
Pour plus de détails, voir Fiche technique et Distribution.
Détective Conan : La Balle écarlate (名探偵コナン 緋色の弾丸, Meitantei Konan Hiiro no dangan) ou Détective Conan : The Scarlet Bullet est un film d'animation japonais réalisé par Chika Nagaoka et sorti en 2021. Il s'agit du vingt-quatrième long métrage dérivé de la franchise Détective Conan. Le film tourne autour de la famille Akai qui, avec Conan Edogawa, enquête sur des incidents survenus pendant l’événement des « Jeux Sportifs Mondiaux ». Il fait suite au long métrage Le Poing de saphir bleu. Il est le 2e film japonais le plus rentable au monde en 2021, après Jujutsu Kaisen 0,.
Un film spécial, The Scarlet Alibi, compilant des séquences de la série animée pour revenir sur le destin de la famille Akai est également produit et distribué au Japon et en VOSTFr en France.
Il s'agit du premier film Détective Conan à être distribué au cinéma en France par Eurozoom,,. Le long métrage sort en France le 26 mai 2021, moins d'un mois et demi après sa sortie au Japon, en version originale et avec un doublage en français reprenant une partie des voix du dessin animé diffusé au milieu des années 2000. La Balle Écarlate appartient à une succession d'échecs commerciaux en salle et en vidéo, sans retour sur investissement pour le distributeur indépendant Eurozoom,,.

## Synopsis
Le Japon s’apprête à accueillir l’événement sportif des Jeux Sportifs Mondiaux (dit JSM), et pour l’occasion, le pays a de grands projets : de belles constructions ont été érigées, entre hôtel, stade et nouvelle gare, mais c’est surtout la naissance de la « Balle japonaise » qui va permettre aux pays de briller aux yeux du monde. Ce train à grande vitesse peut atteindre les 1 000km/h grâce à un ingénieux système qui repose sur un long passage dans un tunnel sous vide, et permet de relier Nagoya et Tokyo, lieu d'organisation de cette édition, en seulement vingt-cinq minutes. Cette prouesse technologique doit être inaugurée le jour de l’ouverture des JSM, mais de mystérieux événements entourent cette cérémonie : plusieurs personnalités, des haut placés parmi les sponsors, sont kidnappées puis relâchées à des endroits bien visibles afin d’être vite retrouvées. Les motivations sous-jacentes pourraient être liées à une célèbre affaire survenue dans la ville de Boston, aux États-Unis, il y a plus de quinze ans.

## Fiche technique
- Titre original : 名探偵コナン 緋色の弾丸 (Meitantei Konan Hiiro no dangan?)
- Titre français : Détective Conan : La Balle écarlate[12]
- Titre français alternatif : Détective Conan : The Scarlet Bullet[13],[1],[14]
- Réalisation : Chika Nagaoka
- Scénario : Takeharu Sakurai
- Musique : Katsuo Ōno et Tokyo Jihen
- Sociétés de production : Shogakukan, TMS Entertainment et Yomiuri TV
- Société de distribution : Toho Co., Eurozoom[15]
- Pays d'origine :  Japon
- Langue originale : anglais et japonais
- Format : couleur
- Genre : Animation
- Durée : 110 minutes
- Dates de sortie :
  - Chine, Hong Kong, Japon : 16 avril 2021
  - France, Luxembourg : 26 mai 2021
  - Belgique : 12 juillet 2021

## Sorties

### A l'étranger
Annoncé pour avril 2020, il est initialement repoussé en raison de la pandémie de COVID-19,. Une sortie mondiale de ce long métrage est annoncée le 9 février 2021, avec une bande-annonce multilingue en japonais, anglais, coréen, allemand et chinois,,,.
Détective Conan : La balle écarlate sort simultanément dans une vingtaine de pays et territoires du monde le 16 avril 2021, le même jour que sa sortie au Japon, dont à Hong Kong, Corée du Sud, Singapour, les Philippines, Brunei, Thaïlande, Vietnam, l'Allemagne, la Suisse, le Liechtenstein, les Émirats arabes unis, Oman, le Koweït, Bahreïn, le Qatar, l'Arabie saoudite, l'Espagne et à Macao. C'est ainsi la première fois, en vingt-cinq ans, qu'un des films de la franchise Détective Conan sort simultanément dans le monde entier.
Au Japon, le film rapporte 2,2 milliards de yens lors de sa première semaine de diffusion, avec 1.5 millions de spectateurs en salle. Au total, le film rapporta 100 millions de dollars à l'international, dont 66,6 sur le marché japonais.

### Dans les pays francophones
En 2021, TMS Paris approche le distributeur français Eurozoom pour réintroduire Détective Conan en France, lequel signe après avoir déjà repéré cette franchise et le succès de ses longs métrages au Japon,. Produits à un rythme annuel, ces films se classent systématiquement dans le trio de tête du box-office japonais. Les rapports entre le studio et le distributeur conviennent en amont que la notoriété de la licence au Japon ne justifie pas d'avoir des ambitions similaires en France. Malgré le déficit de notoriété sur le territoire, Eurozoom tente sa chance avec ce premier film en VOSTFr et avec une version française produite par le studio luxembourgeois Soundtastic, familier des productions du distributeur. En discussion commune, Eurozoom fait le choix d'être cohérent avec le public cible de ce type de production et reprend, pour les protagonistes, le casting du doublage de la série télévisée popularisée sur France 3 entre 2005 et 2006.
La sortie de ce film est reportée à plusieurs reprises et est finalement placée dans les programmations des salles entre deux périodes de fermetures liés à la pandémie de Covid-19. La concrétisation de cette sortie en mai 2021 est, selon le distributeur, éclipsée par la programmation inopinée du phénomène Demon Slayer avec son 1er long métrage, Le Train de l'Infini. Cela étant, le 26 mai 2021, le film sort dans 152 salles en France métropolitaine. Des sortie limitées sont aussi organisés en Guyane, en Guadeloupe, en Martinique, à La Réunion et au Luxembourg. Le film est également distribué en Belgique le 12 juillet et 17 juillet 2021 en séances uniques.
La Balle Écarlate totalise 23 924 entrées en exploitation nationale, une déception de l'aveu du distributeur, il devient le 1er volet d'une succession d'échecs commerciaux aux « résultats médiocres » au cinéma et en édition physique. Cette sortie bénéficie de l’« Aide sélective à la distribution » du Centre national du cinéma et de l'image animée (CNC). Si, dans un premier temps, le distributeur qualifie le projet de rentable, celui-ci le désavoue a posteriori ; bien que le film connaît par la suite une sortie en vidéo, c'est sans aucun retour sur investissement pour Eurozoom. L'indépendant souhaite installer Conan comme une franchise tout public, avec à moyen terme un objectif de « plusieurs centaines de milliers d'entrées » par volet, si bien que les entrées sont inférieures aux objectifs fixés,,.
Son exploitation — et la couverture presse et publicitaire — a permis cependant de débloquer la situation autour de la série animée Détective Conan et de ses premiers épisodes en vidéo à la demande, en télévision et en Fast TV,.

## Accueil

### Critique
En France, le site Allociné donne une moyenne de 3,3⁄5, après avoir recensé 15 critiques de presse.
20 Minutes, CNews, Le Parisien et IGN s'accordent à parler d'un film dynamique pour le jeune public, en soulignant les scènes d'action et son mélange d'animation 2D et d'effets 3D dans sa production visuelle. Pour Les Fiches du Cinéma, « à défaut de renouveler son univers, cette aventure à grande vitesse est un concentré, ludique et efficace, de tous les ingrédients qui font le sel du manga ».
Pour Xavier Leherpeur de L'Obs, La Balle écarlate est raté, « Difficile de se passionner pour cette enquête entravée par un scénario qui multiplie les rebondissements dispensables et les digressions inutiles. Le train file, le film n’avance pas ». Pour Déborah Lechner de Écran Large, il « rebutera probablement ceux qui connaissent vaguement la licence et ne sont pas familiers de l'univers, en particulier à cause du trop grand nombre de personnages et des sous-intrigues peu accessibles qui polluent l'enquête. Le film fonctionne quand il peut compter sur l'indulgence et la bienveillance de son public cible, qui profitera d'une nouvelle dose de fan service ». Également de l'avis de Cécile Mury de Télérama, « une profusion de personnages présentés à la hâte risque, au début, d’égarer les spectateurs les moins familiers du manga » mais relève une histoire « parfaitement orchestrée ».
Pour Sylvestre Picard de Première, « Durant près de deux heures, Détective Conan : The Scarlet Bullet ne cherche jamais à dissimuler sa nature télévisuelle » avec une « intrigue particulièrement tarabiscotée façon Crime de l'Orient-Express sauce cyber, tournant autour d'un train ultra moderne et de l'ouverture des JO au Japon... au risque de laisser les spectateurs lambdas sur le quai. Mais les fans de ce Conan-là, ceux à qui ce film s'adresse clairement, seront aux anges ».

### Box-office
Détective Conan: La Balle Écarlate rapporte un total de 102,5 millions de dollars dans le monde. Il s'agit du deuxième film japonais le plus rentable de 2021, derrière Jujutsu Kaisen 0.
Au Japon, le film vend 1 533 054 tickets au cours de ses trois premiers jours d'exploitation et rapporte 2 218 130 800 yens (20,5 millions de dollars), ce qui dépasse de 144 % les recettes du film précédent sur la base des seules ventes de sa première journée de projection. Il se classe premier du box-office japonais, devançant Evangelion : 3.0+1.0 Thrice Upon a Time et à son 15e week-end d'exploitation, le film compte en recettes globales 7 479 317 860 yens (environ 67,86 millions de dollars). La Balle Écarlate est le deuxième film le plus rentable au Japon avec une collecte brute de 7,65 milliards de yens au box-office japonais,. Le film est également la troisième meilleure performance IMAX de tous les temps au Japon, avec des recettes de 1,2 million de dollars.
En Chine, le film rapporte 109,6 millions de RMB (16,8 millions de dollars) au cours de ses trois premiers jours d'exploitation et se classe au premier rang du box-office chinois, avec une recette finale de 33,6 millions de dollars en Chine.
Le jour de sa sortie en France, le film se classe en 5e position du box-office des nouveautés avec 2 790 entrées, dont 109 en avant-premières, pour 152 copies. Le film suit la comédie Promising Young Woman (7 094) et devance le film d'action Sons of Philadelphia (2 630). Le film engrange 13 102 entrées au bout de sa première semaine d'exploitation. La Balle Écarlate cumule 23 838 entrées en six semaines d'exploitation,, un score sous les espérances du distributeur indépendant Eurozoom. En Belgique francophone, en séances uniques de deux jours, il enregistre 13 entrées. Au Luxembourg, 130 entrées.

## Distribution

### Voix originales
- Minami Takayama : Conan Edogawa
- Wakana Yamazaki : Ran Mori
- Rikiya Koyama : Kogoro Mori
- Kappei Yamaguchi : Shinichi Kudo
- Kenichi Ogata : Hiroshi Agasa
- Megumi Hayashibara : Ai Haibara
- Yukiko Iwai : Ayumi Yoshida
- Ikue Ōtani : Mitsuhiko Tsuburaya
- Wataru Takagi : Genta Kojima
- Shunichi Ikeda : Shūichi Akai
- Ryūtarō Okiayu : Subaru Okiya
- Noriko Hidaka : Masumi Sera
- Toshiyuki Morikawa : Shukichi Haneda
- Atsuko Tanaka : Mary Sera
- Yu Sugimoto : Yumi Miyamoto
- Takaya Hashin : James Black
- Kiyoyuki Yanada : André Camel
- Miyuki Ichijou : Jodie Starling
- Chafurin : Juzo Megure
- Astuko Yuya : Miwako Sato
- Wataru Takagi : lui-même
- Minami Hamabe : Ellie Ishioka
- Aya Hirano : Maiko Shirahato
- Ken'ichi Suzumura : Osamu Inoue
- Taiten Kusunoki : John Boyd
- Charles Glover : Alan Mackenzie

### Voix françaises
- Ioanna Gkizas : Conan Edogawa
- Marie-Line Landerwijn : Ran Mouri, Mitsuhiko Tsuburaya
- Franck Fischer : Kogoro Mouri
- Jennifer Baré : Sonoko Suzuki
- Bruno Mullenaerts : Shinichi Kudo
- Thierry Janssen : Hiroshi Agasa, Genta Kojima
- Laëtitia Liénart : Ai Haibara
- Béatrice Wegnez : Ayumi Yoshida
- Lucas Fanchon : Shuichi Akai
- Reda Brissel : Subaru Okiya
- Audrey Di Nardo : Masumi Sera
- Brice Montagne : Shukichi Haneda
- Juliette Degenne : Mary Sera
- Adèle Esseger : Yumi Miyamoto
- Rémi Barbier : James Black, Juzo Megure
- Olivier Piechaczyk : André Camel
- Célia Torrens : Jodie Starling, Tomoko Suzuki
- Tiphaine Devezin : Miwako Sato
- Dominique Marini : Wataru Takagi
- Magaly Teixera : Ellie Ishioka
- Nadège Monnett : Maiko Shirahato
- Fabrice Colombéro : Osamu Inoue
- Mö Sbiri : John Boyd
- Tom Seale : Alan Mackenzie
- Michel Royer : Shiro Suzuki

Note : La version française ne retrouve pas les comédiens des cinq premiers films sortis directement en vidéo entre 2007 et 2009 par l'éditeur Kazé. La société luxembourgeoise Soundtastic fait à nouveau appel, pour les protagonistes, aux comédiens des premiers épisodes de la série télévisée que produisait alors AB Productions, quatorze ans après l'arrêt de son doublage en Belgique, à l'exception notable de Mathieu Moreau (Takagi), ainsi que d'Emmanuel Liénart (Kogoro, Megure), décédé en 2015.